# Gewerkschaft der Eisenbahner
Het Gewerkschaft der Eisenbahner (GdE) was een Oostenrijkse vakcentrale.

## Historiek
De GdE had zijn oorsprong in de Fach- und Unterstützungsverein der Verkehrsbediensteten Österreichs die werd opgericht op 2 april 1892 te Wenen.
Op 6 december 2006 fuseerde de GdE met het Gewerkschaft Hotel, Gastgewerbe, Persönlicher Dienst (HGPD) en het Gewerkschaft Handel, Transport, Verkehr (HTV) tot Vida.

## Structuur

### Bestuur
| Periode     | Voorzitter         |
| ----------- | ------------------ |
| …           |                    |
| 1965 - 1987 | Fritz Prechtl      |
| 1987 - ?    | Johann Schmölz     |
| ? - 1999    | Gerhard Nowak      |
| 1999 - 2006 | Wilhelm Haberzettl |